# Some Men
 (juin 2022).
 (juin 2022).
Si vous disposez d'ouvrages ou d'articles de référence ou si vous connaissez des sites web de qualité traitant du thème abordé ici, merci de compléter l'article en donnant les références utiles à sa vérifiabilité et en les liant à la section « Notes et références ».
 (juin 2022).
Le contenu est difficilement compréhensible vu les erreurs de traduction, qui sont peut-être dues à l'utilisation d'un logiciel de traduction automatique.
Some Men est une pièce de Terrence McNally qui consiste en une série d'histoires entrelacées qui racontent et contrastent la vie et les attitudes des hommes homosexuels aux États-Unis au cours des 80 dernières années. La pièce commence et se termine par un mariage gay contemporain, relatant des histoires interconnectées de générations d'hommes homosexuels à New York. Some Men a été créée Off-Broadway en 2007.

## Historique de fabrication
Certains hommes avaient un atelier au Sundance Institute Theatre Laboratory à White Oak ( Yulee, Floride ). La pièce a eu sa première mondiale à la Philadelphia Theatre Company du 12 mai au 11 juin 2006.
Some Men a été créée Off-Broadway au Second Stage Theatre le 26 mars 2007 et s'est terminée le 22 avril 2007. Réalisé par Trip Cullman, le casting comprenait Fred Weller, Don Amendolia, Kelly AuCoin, Romain Fruge, Michael McElroy et Randy Redd,.
La première canadienne a été produite par Raving Theatre à Vancouver, en Colombie-Britannique, du 21 novembre au 2 décembre 2007,.
La pièce a eu sa première sur la côte ouest au New Conservatory Theatre Center de San Francisco en juin-juillet 2009.

## Résumé
Dans un bain public gay en 1975, un bibliothécaire scolaire fait sa demande en mariage à un ancien combattant. Les scènes changent montrant des homosexuels dans divers endroits : une boîte de nuit de Harlem en 1932, le soulèvement de Stonewall à Greenwich Village en 1969, un hôpital du sida en 1989, une salle de discussion sur Internet et un piano-bar.

## Réaction critique
Ben Brantley, dans sa critique pour le New York Times, a écrit que la pièce est une "série aérée de croquis sur la vie gay américaine à travers huit décennies ..." mais "a peu de la texture psychologique et de l'ombrage que l'on trouve dans les meilleures pièces de M. McNally. . . . Le sujet brûlant du mariage homosexuel est le thème courant de "Some Men", avec les questions qui en découlent que le sujet soulève invariablement." 

## Récompenses et nominations
La pièce a reçu des nominations pour le Drama Desk Award for Outstanding Play et Outstanding Featured Actor in a Play (Fred Weller). La pièce a été nommée pour le Lucille Lortel Award, Outstanding Featured Actor, David Greenspan, et Outstanding Lighting Design (Kevin Adams). 